# Azonax
Azonax is een geslacht van vlinders van de familie van de dikkopjes (Hesperiidae). Dit geslacht is voor het eerst wetenschappelijk beschreven door Frederick DuCane Godman en Osbert Salvin in een publicatie uit 1893.

## Soorten
- Azonax guiana Mielke, Brockmann & Mielke, 2022
- Azonax typhaon (Hewitson, 1877)
- Azonax urupa Mielke, Brockmann & Mielke, 2022